# Andrew Pears
Andrew Pears (1766 - 1845), fue un industrial británico. Inventó el primer jabón transparente, comercializado con gran éxito como Jabón Pears. Introdujo novedosas estrategias de ventas, como la Enciclopedia Pears, que servía para promocionar su producto.

## Semblanza
Pears era el hijo de un granjero de Cornualles, nacido alrededor de 1770. Se mudó a Londres en 1789 desde su casa en Mevagissey, donde se había formado como barbero.
Abrió una peluquería en la entonces elegante zona residencial del Soho, donde sus clientes pertenecían a familias adineradas. Esto le permitió advertir el interés de las clases altas de Londres por mantener una delicada tez blanca, en contraste con las caras bronceadas que se asociaban con la clase trabajadora que faenaba al aire libre.
Después de muchas pruebas, encontró la manera de eliminar las impurezas y refinar el jabón base antes de agregar un perfume de flores. Su producto era un jabón de alta calidad y tenía el beneficio adicional de ser transparente, una característica que le permitió establecer la imagen de marca del jabón Pears. En 1835 se asocio con su nieto Francis Pears, y se mudaron a un nuevo local en 55 Wells Street, justo al lado de Oxford Street.
Andrew Pears murió en 1845. Retirado del negocio en 1838, había dejado a su nieto Francis a cargo de la empresa A & F Pears.
Su tataranieto, Thomas Clinton Pears (1882-1912), viajaba en Primera Clase a bordo del RMS Titanic en el viaje inaugural del barco desde Inglaterra a Nueva York en abril de 1912 con su esposa, Edith Ann (Wearne) Pears (1889-1956). Thomas se ahogó, mientras que Edith fue rescatada.